# 雙鶴高科
北京雙鶴高科天然藥物有限責任公司，簡稱雙鶴高科，屬於華潤集團旗下的，北京醫藥股份有限公司附屬公司，1966年建廠及成立，當時前身為北京第四制药厂，以及北京第四制药厂延庆药厂，主要業務銷售及生產成藥產品。包括口服液（著名品牌「北京蜂王精」）、糖浆剂、合剂、酏剂、酊剂、小容量注射劑等產品。
現時董事長及首席執行官商晓辉先生。2008年，被華潤集團旗下的，北藥股份收購。但到2011年9月30日，被華潤三九收購。

## 外部連結
- 北京雙鶴高科天然藥物有限責任公司 （页面存档备份，存于）